# Baniyas
Bāniyās (in arabo  بانياس‎?, in latino Balanæa o Bulunyas) è l'antica Balanea, borgo siriano sul mare, a 50 km circa da Latakia (arabo al-Lādhiqiyya), l'antica Laodicea.

## Storia
In età crociata divenne nota per il castello di Marqab che la dominava, affidato all'Ordine militare degli Ospitalieri.
Fu presa nel 1109 e restò a lungo in mano crociata, salvo quando fu presa da Norandino il 21 maggio 1157. Riconquistata dai crociati, contro di essa inutilmente operò Saladino, fino alla definitiva riconquista del sultano mamelucco Qalāwūn nel 1285.

## Economia
La città è celebre in tutta la Siria per le numerose serre che vi sono presenti.
Nel territorio della città si trova una delle maggiori raffinerie dell'intero paese e una centrale elettrica.